# Uafhængighedsdag (USA)
 "Independence Day" omdirigeres hertil. For anden betydning, se Independence Day (film).
USA's uafhængighedsdag (eng. Independence Day, også kaldt 4th of July, Fourth of July eller July Fourth) er en nationaldag i USA, der fejres den 4. juli til minde om vedtagelsen af Uafhængighedserklæringen af den Kontinentale Kongres, der erklærede de oprindelige koloniers uafhængighed som en ny stat, og derved ikke længere en del af det Britiske Imperium.
Siden 1777 har det været almindeligt med fyrværkeri på dagen. De fleste amerikanere anser denne dag for en festdag, hvor der ofte grilles.